# Frans van Balkom
Frans van Balkom (Kerkrade, 23 ottobre 1939 – Schin op Geul, 2 settembre 2015) è stato un allenatore di calcio e calciatore olandese, di ruolo difensore.
Possedeva la cittadinanza australiana.

## Carriera
Dopo una breve carriera come difensore nel Roda J.C. e in club dilettantistici australiani, van Balkom svolse l'attività di insegnante di educazione fisica seguendo nel contempo dei corsi da allenatore indetti dalla federazione calcistica tedesca e tenuti da Dettmar Cramer. Ottenne il primo incarico nel 1972, chiamato alla guida tecnica dello Yomiuri appena approdato nel massimo livello calcistico giapponese. Includendo nella rosa dei calciatori di nazionalità straniera, van Balkom migliorò sensibilmente i risultati della squadra che per tre anni consecutivi perse ai play-off la promozione in massima serie.
Al termine della stagione 1975 van Balkom lasciò lo Yomiuri per assumere la guida tecnica della Nazionale di calcio di Hong Kong durante le qualificazioni ai Mondiali argentini del 1978. I buoni risultati ottenuti con la nazionale (qualificatasi al girone valido per l'accesso alla fase finale della manifestazione) attirarono l'interesse della federazione iraniana che inserì van Balkom tra i possibili candidati per sostituire Heshmat Mohajerani alla guida tecnica della propria Nazionale dopo il campionato del mondo 1978. Preferito ad Hassan Habibi, van Balkom rimase comunque in Iran allenando lo Sharbaz Tehran, abbandonando la panchina dopo pochi mesi in seguito alla rivoluzione iraniana.
Rifugiatosi per qualche mese nei Paesi Bassi, van Balkom riprese la carriera di allenatore trasferendosi in Indonesia dove guidò il NIAC Mitra e fece parte dello staff tecnico della Nazionale presidiato da Wiel Corver (che arrivò a sostituire per alcuni mesi nel 1979, guidando la nazionale indonesiana verso un secondo posto ai Giochi del Sud Est Asiatico). A partire dalla fine degli anni ottanta, dopo una parentesi come allenatore del club saudita del Al-Nahda, van Balkom iniziò a collaborare con Corver come insegnante di tecnica calcistica in vari club, tra cui lo Yomiuri, il Niigata 11 (di cui arrivò ad assumerne la guida tecnica fra il 1994 e il 1997, dando il via all'ascesa della squadra verso la J. League) e il Walsall

### Videografia
- Soccer on the Attack, 1994, Morris Video ASIN 6303113788